# Bezirk Gorlice

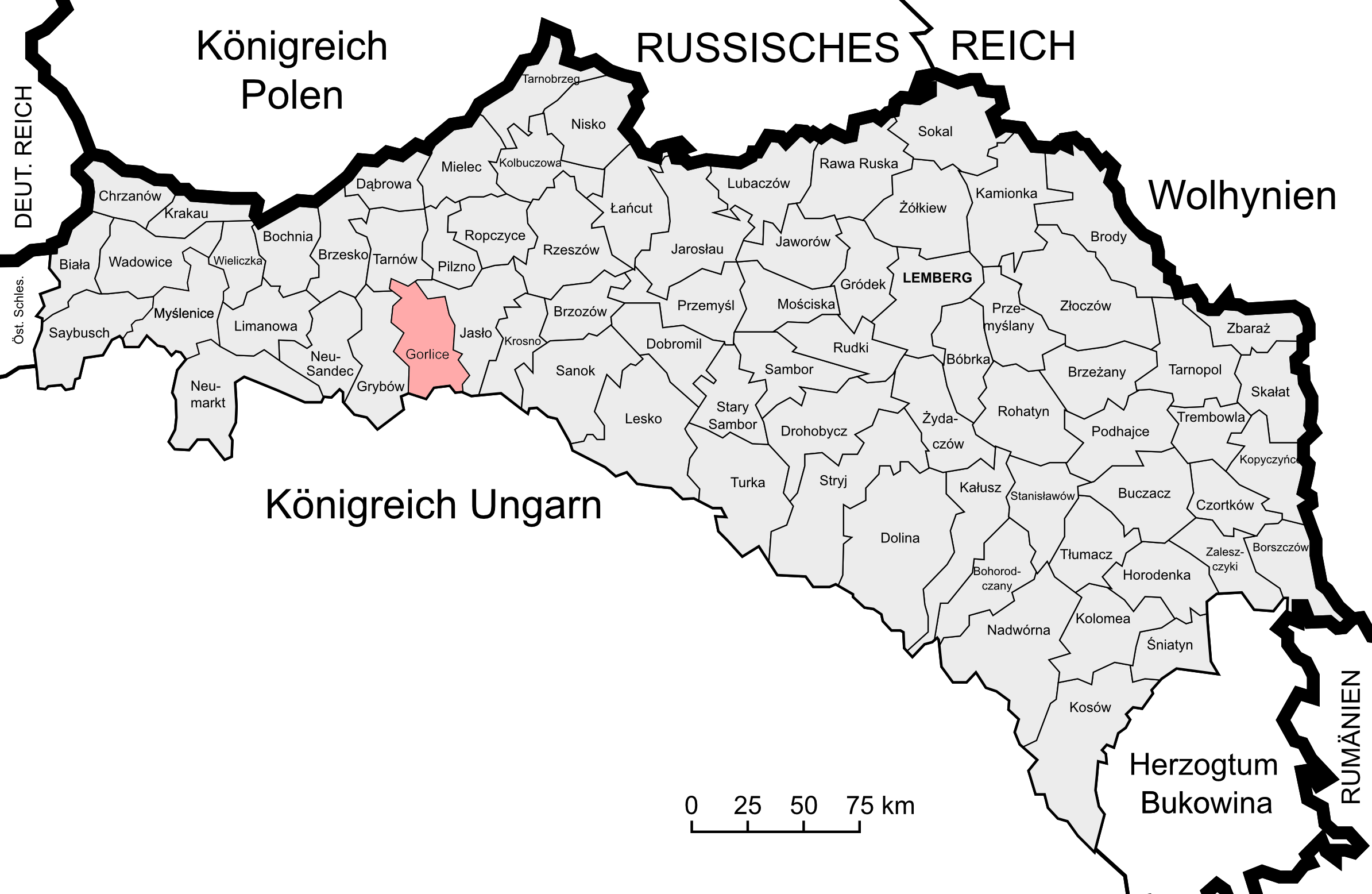
Lage des Bezirks Gorlice im Kronland Galizien und Lodomerien

Der Bezirk Gorlice war ein politischer Bezirk im Kronland Galizien und Lodomerien. Sein Gebiet umfasste Teile Westgaliziens im heutigen Polen (Powiat Gorlice), Sitz der Bezirkshauptmannschaft war die Stadt Gorlice. Nach dem Ersten Weltkrieg musste Österreich den gesamten Bezirk an Polen abtreten, hier sind große Teile heute im Powiat Gorlicki zu finden.
Er grenzte im Norden an den Bezirk Tarnów, im Osten an den Bezirk Jasło, im Süden an das Königreich Ungarn sowie im Westen an den Bezirk Grybów.

## Geschichte
Ein Vorläufer des späteren Bezirks (Verwaltungs- und Justizbehörde zugleich) wurde zum Ende des Jahres 1850 geschaffen, die Bezirkshauptmannschaft Gorlice war dem Regierungsgebiet Krakau unterstellt und umfasste folgende Gerichtsbezirke:
- Gerichtsbezirk Gorlice
- Gerichtsbezirk Malastow
- Gerichtsbezirk Biecz

Nach der Kundmachung im Jahre 1854 kam es am 29. September 1855 zur Einrichtung des Bezirksamtes Gorlice (weiterhin für Verwaltung und Gerichtsbarkeit zuständig) innerhalb des Kreises Jasło.
Nachdem die Kreisämter Ende Oktober 1865 abgeschafft wurden und deren Kompetenzen auf die Bezirksämter übergingen, schuf man nach dem Österreichisch-Ungarischen Ausgleich 1867 auch die Einteilung des Landes in zwei Verwaltungsgebiete ab. Zudem kam es im Zuge der Trennung der politischen von der judikativen Verwaltung zur Schaffung von getrennten Verwaltungs- und Justizbehörden. Während die gerichtliche Einteilung weitgehend unberührt blieb, fasste man Gemeinden mehrerer Gerichtsbezirke zu Verwaltungsbezirken zusammen. 
Der neue politische Bezirk Gorlice wurde aus folgenden Bezirken gebildet:
- Bezirk Gorlice (mit 55 Gemeinden)
- Bezirk Żabno (mit 30 Gemeinden)
- Teilen des Bezirks Dukla (Gemeinden Banica, Czarne, Długie, Jasionka, Krzywa, Lipna, Nieznajowa, Radoczyna, Wołowice)
- Teilen des Bezirks Ciężkowice (Gemeinden Sędziszowa, Zimnawódka mit Plawna)
- Teilen des Bezirks Żmigród (Gemeinde Bartne)

Der Bezirk Gorlice bestand bei der Volkszählung 1910 aus 90 Gemeinden sowie 75 Gutsgebieten und umfasste eine Fläche von 916 km². Hatte die Bevölkerung 1900 noch 83.069 Menschen umfasst, so lebten hier 1910 82.203 Menschen. Auf dem Gebiet lebten dabei mehrheitlich Menschen mit polnischer Umgangssprache (75 %) und römisch-katholischem Glauben, Juden machten rund 8 % der Bevölkerung aus.

## Ortschaften
Auf dem Gebiet des Bezirks bestand 1900 Bezirksgerichte in Biecz und Gorlice, diesen waren folgende Orte zugeordnet:
Gerichtsbezirk Biecz:
- Stadt Biecz
- Binarowa
- Bugaj
- Głęboka
- Grudna Kępska
- Klęczany
- Kołkówka
- Korczyna
- Kwiatonowice
- Libusza
- Moszczenica
- Olszyny
- Pagorzyna
- Racławice
- Rozembark
- Rzepiennik Biskupi
- Rzepiennik Marciszewski
- Rzepiennik Strzyżewski
- Rzepiennik Suchy
- Sietnica
- Strzeszyn
- Turza
- Wójtowa
- Zagórzany

Gerichtsbezirk Gorlice:
- Banica
- Bartne
- Bednarka
- Bielanka
- Biesna
- Bieśnik
- Blechnarka
- Bodaki
- Bystra
- Czarne
- Długie
- Dominikowice
- Gładyszów
- Glinik Maryampolski
- Stadt Gorlice
- Hańczowa
- Jasionka
- Klimkówka
- Kobylanka
- Konieczna
- Kryg
- Krywa
- Kunkowa
- Kwiatoń
- Leszczyny
- Lipinki
- Lipna
- Łosie
- Ług
- Lużna
- Małastów
- Męcina Mała
- Męcina Wielka
- Mszanka
- Nieznajowa
- Nowica
- Pętna
- Przegonina
- Przyszłóp
- Pstrążne
- Radocyna
- Regetów Niżny
- Regetów Wyżny
- Ropa
- Ropica Polska
- Ropica Ruska bestehend aus den Ortsteilen Dragaszów und Ropica Ruska
- Ropki
- Rozdziele
- Rychwałd
- Sękowa
- Siary
- Skwirtne
- Smerekowiec
- Sokół
- Staszkówka
- Stróżówka
- Szalowa
- Szymbark
- Markt Uście Ruskie
- Wapienne
- Wirchne
- Wola Łużańska
- Wołowiec
- Wysowa
- Zdynia